# Paracapitella
Paracapitella är ett släkte av ringmaskar som beskrevs av Kirkegaard 1983. Paracapitella ingår i familjen Capitellidae.
Kladogram enligt Catalogue of Life och Dyntaxa:
| Paracapitella | \| \| Paracapitella pettiboneae \| \| \| \| \| \| Paracapitella southwardi \| \| \| \| |
|               | \| \| Paracapitella pettiboneae \| \| \| \| \| \| Paracapitella southwardi \| \| \| \| |
|               | Paracapitella pettiboneae                                                              |
|               |                                                                                        |
|               | Paracapitella southwardi                                                               |
|               |                                                                                        |